# Selezioni giovanili della nazionale di rugby a 15 della Scozia
Le selezioni giovanili della nazionale di rugby a 15 della Scozia sono:

## Under-20
La squadra partecipa annualmente al Sei Nazioni Under-20. Partecipa inoltre al Campionato World Rugby Under-20 (in inglese: World Rugby Under 20 Championship), istituito nel 2008 come IRB Junior World Championship, che integra e sostituisce da allora la Coppa del Mondo di rugby Under-19 e Under-21 e, in caso di retrocessione dal torneo maggiore, al Trofeo World Rugby Under-20, già Trofeo mondiale di rugby giovanile.

### Partecipazioni

#### Campionato mondiale
| Anno | Torneo     | Paese organizzatore | Posizione | Note              |
| ---- | ---------- | ------------------- | --------- | ----------------- |
| 2008 | Campionato | Galles              | 10ª       |                   |
| 2009 | Campionato | Giappone            | 9ª        |                   |
| 2010 | Campionato | Argentina           | 10ª       |                   |
| 2011 | Campionato | Italia              | 10ª       |                   |
| 2012 | Campionato | Sudafrica           | 9ª        |                   |
| 2013 | Campionato | Francia             | 9ª        |                   |
| 2014 | Campionato | Nuova Zelanda       | 10ª       |                   |
| 2015 | Campionato | Italia              | 8ª        |                   |
| 2016 | Campionato | Inghilterra         | 8ª        |                   |
| 2017 | Campionato | Georgia             | 5ª        | Miglior risultato |
| 2018 | Campionato | Francia             | 10ª       |                   |
| 2019 | Campionato | Argentina           | 12ª       | retrocessione     |

#### Sei Nazioni
| Edizione | Posizione | Partite    | Partite | Partite | Partite | Punti       | Punti        | Punti            | Punti | Bonus     | Bonus     | Punti in classifica |
| Edizione | Posizione | Gareggiate | Vinte   | Nulle   | Perse   | Punti fatti | Punti subiti | Differenza punti | Mete  | Offensivo | Difensivo | Punti in classifica |
| -------- | --------- | ---------- | ------- | ------- | ------- | ----------- | ------------ | ---------------- | ----- | --------- | --------- | ------------------- |
| 2008     | 6ª        | 5          | 0       | 0       | 5       | 56          | 111          | -55              | 3     | N/A       | N/A       | 0                   |
| 2009     | 4ª        | 5          | 3       | 0       | 2       | 76          | 97           | -21              | 5     | N/A       | N/A       | 6                   |
| 2010     | 5ª        | 5          | 1       | 1       | 3       | 59          | 115          | -56              | 6     | N/A       | N/A       | 3                   |
| 2011     | 6ª        | 5          | 0       | 0       | 5       | 23          | 162          | +139             | -     | N/A       | N/A       | 0                   |
| 2012     | 5ª        | 5          | 1       | 0       | 4       | 59          | 160          | -101             | 6     | N/A       | N/A       | 2                   |
| 2013     | 4ª        | 5          | 2       | 0       | 3       | 84          | 107          | -23              | 9     | N/A       | N/A       | 4                   |
| 2014     | 6ª        | 5          | 0       | 0       | 5       | 63          | 175          | -112             | -     | N/A       | N/A       | 0                   |
| 2015     | 3ª        | 5          | 3       | 0       | 2       | 115         | 117          | -2               | -     | N/A       | N/A       | 6                   |
| 2016     | 4ª        | 5          | 2       | 0       | 3       | 102         | 100          | +2               | -     | N/A       | N/A       | 4                   |
| 2017     | 5ª        | 5          | 1       | 0       | 4       | 104         | 171          | -67              | 14    | 2         | 1         | 7                   |
| 2018     | 6ª        | 5          | 1       | 0       | 4       | 102         | 197          | -95              | 13    | 1         | 1         | 6                   |
| 2019     | 6ª        | 5          | 1       | 0       | 4       | 88          | 163          | -75              | 14    | 2         | 0         | 6                   |